# Sudelfeldpass

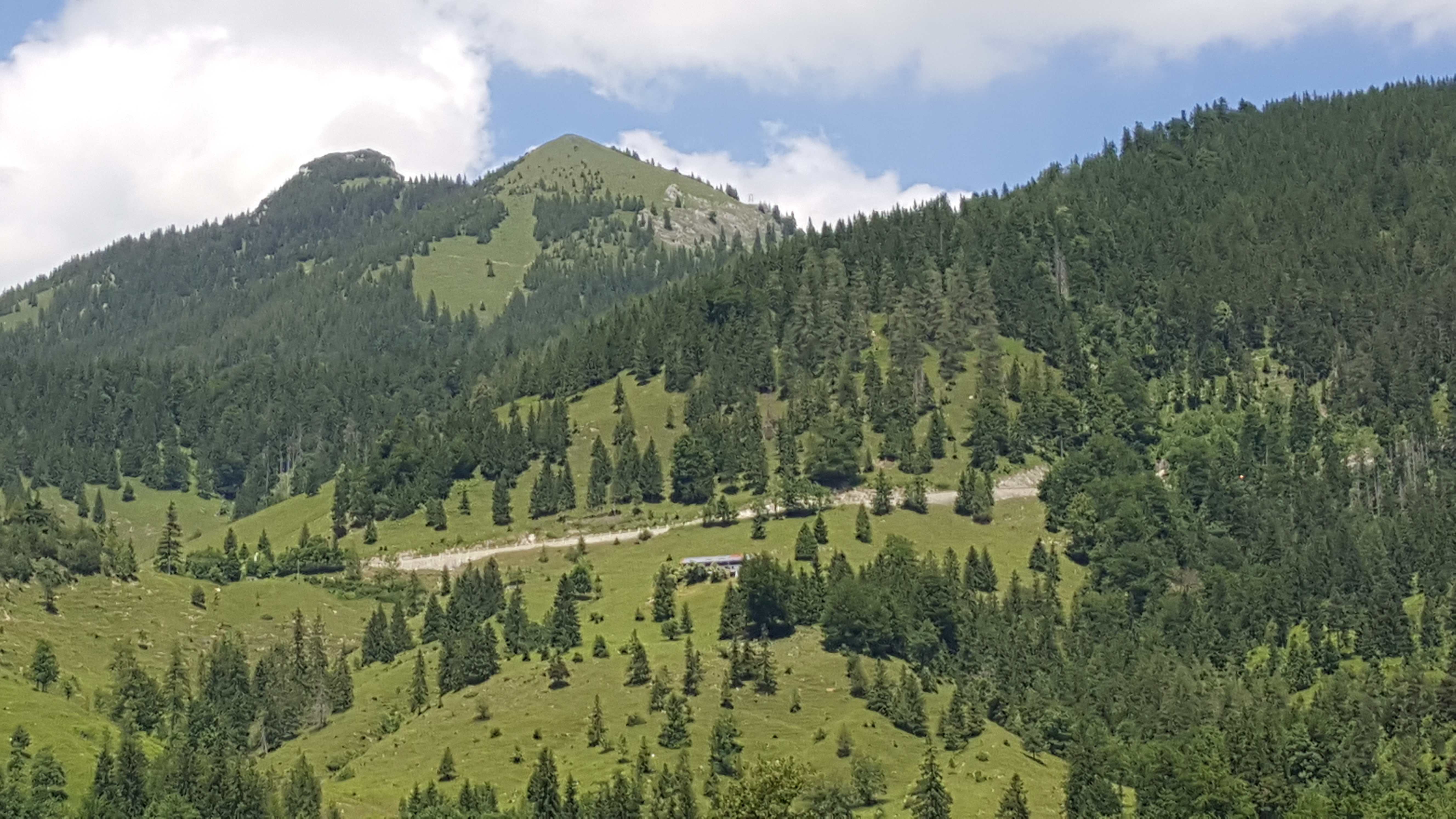
Der Sudelfeldpass von Bayrischzell gesehen (Teilstück)

Der Sudelfeldpass ist ein 1123 m ü. NHN hoher Pass der Sudelfeldstraße in den Bayerischen Alpen. Diese quert den Pass oberhalb und rund 120 m nordwestlich des eigentlichen Sattels (im orographischen Sinn), dessen Höhe 1097 m beträgt.

## Geographische Lage
Der Pass befindet sich im Südosten von Bayern an der Nahtstelle der Landkreise Miesbach und Rosenheim etwa 7 km (Luftlinie) nördlich der Grenze zu Österreich.
Der Straßenpass verbindet Bayrischzell und Oberaudorf. Die Sudelfeldstraße bzw. B 307 ist Teil der Deutschen Alpenstraße.
Der geographische Pass liegt im Mangfallgebirge bei ERTS89 47° 40´ 41´´ N | 12° 02´ 13´´ O (UTM 33 277605|5284800) am tiefsten Punkt des Gebirgskamms zwischen Großem Traithen (1851,5 m ü. NN) und Wendelstein (1838 m ü. NN). Dieser verbindet die Flussgebiete der Leitzach und des Inns über den Larchbach (zur Leitzach bei Bayrischzell) und den Auerbach (zum Inn bei Oberaudorf).

## Sudelfeldstraße und Anschlussstraßen
Die durch das Sudelfeld führende Sudelfeldstraße ist ein Teil der B 307 bzw. der Deutschen Alpenstraße. Sie verläuft kurvenreich von Westen bzw. Schliersee vorbei an Bayrischzell (800 m ü. NN) über die Passhöhe des Sudelfeldpasses, gleichzeitig vorbei am Skiparadies Sudelfeld und dem gegenüberliegenden Arzmoos-Tal, dann nach Osten zum Wasserfall Tatzelwurm, der sich nahe dem gleichnamigen Ort (764 m) und einer Straßengabelung (789 m) befindet.
Von dieser Kreuzung führt ostwärts die Tatzelwurmstraße nach Oberaudorf (480 m) im Inntal sowie nordwärts die mautpflichtige Förchenbachtalstraße nach Brannenburg (509 m) bzw. Flintsbach am Inn (479 m).
Der eigentliche Sattel (alter Passübergang vor Bau der Sudelfeldstraße) wird auf Fußwegen bzw. Waldstraßen von Bayrischzell her oder aus dem Auerbachtal erreicht.

## Passhöhe
Am kaum auffallenden Pass steht eine Ortshinweistafel: „Paßhöhe Sudelfeld 1123 m ü. NHN“. Kurz unterhalb der orographischen Passhöhe befindet sich das Berghotel Sudelfeld.